# 英国マザーグース物語
『英国マザーグース物語』（えいこくマザーグースものがたり）は、久賀理世によるライトノベル。集英社コバルト文庫から刊行されている。イラストはあき。

## あらすじ
19世紀、大英帝国の首都ロンドン。アッシュフォード子爵家の長女セシルは、子爵家の未来のため、顔も知らない相手と結婚することが決まっている。だが、好奇心旺盛な彼女はある事件を解決するため、結婚までの1年間という期限つきで、身分と性別を偽って新聞記者として働き始める。そんなある日、セシルの前にジュリアンと名乗る美しい青年が現れる。

## 登場人物

### 主要人物
セシル・アッシュフォード / セシル・アンダーソン
アッシュフォード子爵家の長女。16歳。好奇心旺盛で家族思いな性格。無鉄砲に見えて、本当は思慮深い。蜂蜜色の髪、オリーブグリーンの瞳、小麦色の肌かつ、長身でスレンダーな外見。幼い頃に受けた周囲の誹謗中傷により、外見にコンプレックスを持っている。
父親の喪が明ける1年後に、長兄が選んだ相手との結婚が決まっているが、結婚までは相手の顔や素性を知ることを拒んでいる。
父親の死の真相を探るべく、身分と性別を偽り、アクロイド・デイリー・ニューズ社の新米記者として働き始める。
ジュリアン・ブラッドウッド / ジュリアン・ブラッドリー
ブラッドウッド侯爵家の後継ぎで、セシルの婚約者。銀髪、青みのある薄灰色の瞳をした優雅な雰囲気を持つ知的美青年で、目を見張るような素晴らしい絵を描く。
素性を隠し、アクロイド・デイリー・ニューズ社の絵師としてセシルのパートナーを務める。優れた洞察力を持っており、セシルと共にマザーグースの唄にちなんだ幾つかの事件を解決に導く。
ダニエルとはオックスフォード時代からの旧友で、頻繁に情報交換をしている。医学の心得があり、銃の扱いにも手慣れている。
ダニエル・アッシュフォード
アッシュフォード子爵家の長男。24歳。真面目で堅物。家族思いで、妹（セシル）を溺愛している。家のためとはいえ、自身が勝手にセシルの婚約者を決めてしまったことに罪悪感を抱いている。
善良な人柄故に、よくセシルに利用されたり、ジュリアンにからかわれたりしている。
エリザベス・コートナー
出版社・コートナー社の社長令嬢で、セシルの親友。明るく好奇心旺盛な性格。豊かな黒髪とはしばみ色の瞳。本の虫。

### アクロイド・デイリー・ニューズ社
レスター・アクロイド
アクロイド・デイリー・ニューズ社の創業者兼社長兼編集長。ダニエルの寄宿学校時代の先輩で恩人。仕事柄、幅広い人脈を持つ。
優れた観察力と洞察力を持ち、セシルやジュリアンの素性に気付いている。
ダン・シェパード
アクロイド・デイリー・ニューズ社の筆頭記者（※しかも優秀）。異名は鋼の狂犬記者。
ポール・ラスキン
セシルの先輩記者。グルメ欄を担当している。挿絵師のパートナーを持たず、必要に応じて自ら絵を描く。

### アッシュフォード家
ジェフリー・アッシュフォード
アッシュフォード子爵家の次男。20歳。オックスフォードの学生で、普段は寄宿生活を送っている。人騒がせな行動を起こすことが多々ある。
サミュエル・アッシュフォード
アッシュフォード子爵家の三男。8歳。好奇心旺盛で家族思いの性格。
ヘンリー・アッシュフォード
アッシュフォード子爵家の当主で、セシル達の父親。英国一著名な探検家で国民的英雄だが、社交界では変わり者として批判の対象になっていた。
探検旅行先のカイロで熱病に罹り死亡、現地に埋葬されたことになっているが・・・?
ジョエル・アッシュフォード
ヘンリーの弟。上流階級に顧客を持つ医師。常識人であり、兄弟仲も良い。探検旅行で留守がちな兄に代わり、セシル達の支えとなる。
モーリス
アッシュフォード家で飼われているコーギー犬。

### ブラッドウッド家
レナード
ジュリアンの忠実な従僕。嫌みなくらい優秀な人物。
ヴィクター・ブラッドウッド
ジュリアンの兄。ブラッドウッド侯爵家の後継ぎだったが、3年前に忽然と姿を消す。ジュリアン曰く、大変優秀な人物。

### 王族・貴族
ソフィ・ダンストン
男爵令嬢。17歳。セシルの友人。素直で優しく、内気な性格。自分に自信が持てず、野暮ったい眼鏡と長い前髪で人目につかないようにしていた。アクロイド紙を愛読している。
アメリア・ブルームフィールド
伯爵令嬢。18歳。美人で、社交界の華と呼ばれている。計算高く腹黒いが、密かにセシルのことを気に入っている。偶然アクロイド・デイリー・ニューズ社を訪れセシルが見習い記者をしていることを知り、口止め料としてある調査を依頼する。
ガブリエル・モートン
ジュリアンの友人。病弱で寄宿学校に入れず、ほとんど寝たきりの生活を送っていた。ジュリアンとは喧嘩別れをして以来、10年間交流がなかった（※その間に病気で亡くなる）。
ブラックバード
裕福な者のみターゲットにしている怪盗。実はガブリエルの異母兄であり、弟と同じガブリエルの名を持つ。正妻の子である弟のガブリエルの余生に見切りをつけた父親により、弟の身代りとしてモートン侯爵家を継ぐ。
アレクサンドラ
英国皇太子妃。栗色の髪と瞳をした、デンマーク出身の美人。夫の女性関係に苦しんでいる。首元の手術痕を隠す為にチョーカーをつけ、足が悪い為、杖代わりにパラソルを持ち歩いている。ルイーゼとお揃いのアレクサンドライトのペンダントを大切にしている。
ルイーゼ・メイフォード
アレクサンドラの親友。政略結婚の為、デンマークより公爵家に嫁ぐ。船の事故で一人息子を亡くし、その2年後に夫を亡くす。以来、社交界に姿を見せなくなる。
アルバート・ヴィクター・クリスティアン・エドワード
アレクサンドラの長男。通称プリンス・エディ。表向きは快活な青年だが、愛する両親の不仲や自ら抱えるプレッシャーに苦しんでいる。

### その他
ランディ・ブラウン
ボストンからやって来た青年。エンジン技師。アクロイド紙に個人広告の申し込みに来る。
モード
ランディの恋人。住み込みの家庭教師をしている。本の虫で、偶然知り合ったエリザベスと意気投合する。
クリストファー・リーズ
皇太孫エドワードの友人兼お目付け役。中背かつ線が細い美青年であり、どこか謎めいている。左目を黒い眼帯で隠している。令嬢姿のセシルを口説く。

## 書籍
- 英国マザーグース物語 婚約は事件の幕開け！ （2012年2月1日）
- 英国マザーグース物語 新聞広告には罠がある！？ （2012年6月1日）
- 英国マザーグース物語 哀しみのロイヤルウェディング （2012年9月29日）
- 英国マザーグース物語 裏切りの貴公子 （2013年2月1日）
- 英国マザーグース物語 聖夜に捧ぐ鎮魂歌 （2013年6月1日）
- 英国マザーグース物語 花咲けるきみと永久の歌 （2013年6月29日）
なお、電子書籍版の最終巻には文庫未収録の作品も収録された。